# Michigan
Cet article concerne l’État américain. Pour les autres significations, voir Michigan (homonymie).
Le Michigan (/miʃiɡɑ̃/  ou /miʃiɡan/  ; en anglais : /ˈmɪʃɪɡən/ ) est un État du Midwest (Centre-ouest) des États-Unis, presque entièrement entouré par les Grands Lacs qui forment une frontière avec la province canadienne de l'Ontario. Il est bordé au nord par le lac Supérieur, à l'ouest par le lac Michigan et le Wisconsin, à l'est par le lac Huron et le lac Érié et au sud par l'Indiana et l'Ohio. La capitale du Michigan est Lansing et sa ville la plus peuplée Détroit.

## Origine du nom
Le nom de l'état vient d'une adaptation en français du mot ojibwé Mishigami, qui signifie « grands eaux» ou « grands lacs ».

## Histoire

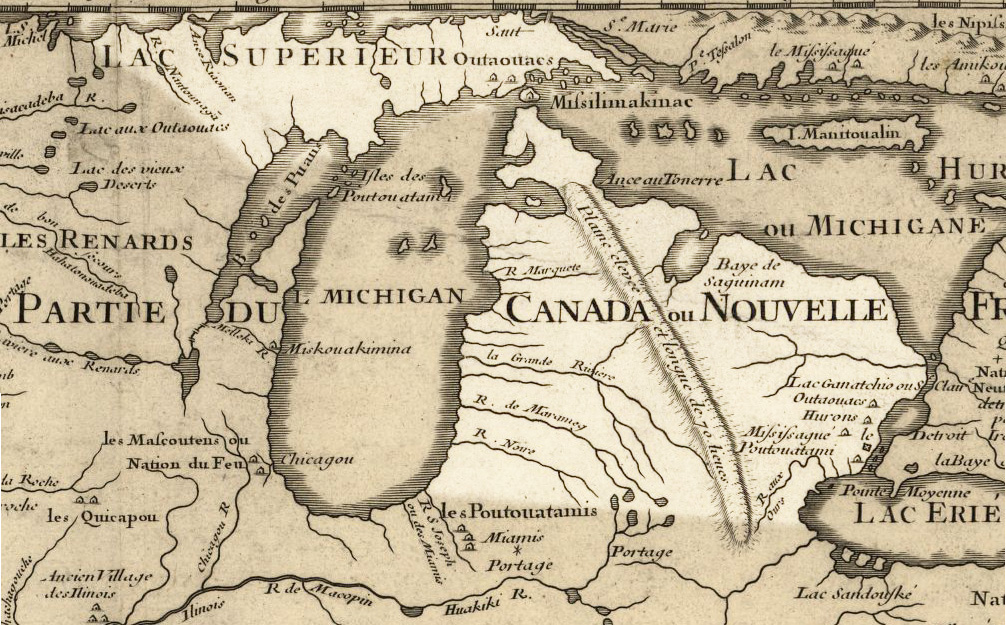
Carte de la région du Michigan à l'époque de la Nouvelle-France par Guillaume Delisle (1718).

La région est explorée par des coureurs de bois français à partir de 1622. Elle est alors peuplée de tribus amérindiennes, principalement les Outaouais, les Potéouatamis, les Miamis et les Hurons. Le territoire est colonisé dans un premier temps par les Français. Le premier établissement fondé est la mission Sainte Marie, à Sault-Sainte-Marie, en 1668, par le père jésuite Jacques Marquette. La ville de Détroit est fondée en 1701 par Antoine de Lamothe-Cadillac et la région devient un centre actif du commerce des fourrures. Les établissements français passèrent aux mains des Britanniques avec le traité de Paris de 1763. Attribuée aux États-Unis par le traité de Versailles de 1783, la région n'est définitivement abandonnée par les Britanniques qu'en 1796. Elle est ensuite réoccupée par les Britanniques durant la guerre de 1812. Cependant, ceux-ci en sont chassés en 1813 par les victoires des Américains menés par William Henry Harrison et Oliver Hazard Perry, sur le lac Érié. En 1825, l'ouverture du canal Érié favorise le développement du commerce et provoque une vague d'immigration. Le Territoire du Michigan se dote d'une Constitution, en 1835 et entre dans l'Union le 26 janvier 1837, devenant le vingt-sixième État américain. Il connaît un essor rapide à partir des années 1850 grâce à l'agriculture, à l'exploitation du bois, au développement des voies ferrées, à l'exploitation minière d'un boom du cuivre et du fer, secteur en très forte expansion dans les années 1840, des dizaines de sociétés minières du Michigan étant cotées à Boston. Près de 380 000 nouveaux immigrants arrivèrent dans le Michigan entre 1840 et 1860, en particulier pour travailler dans les mines de cuivre. La partie septentrionale de cet État appelée pays du cuivre connait son apogée dans les années 1870, puis c'est le Gisement de fer de Gogebic Range qui monte en puissance à partir de 1884.
Plus tard, l'industrialisation fut encore plus rapide à partir de 1890 grâce à l'industrie automobile: au début du XXe siècle, le Michigan devint le centre de l'automobile américaine, concentrée dans la région de Détroit. Celle-ci fut trente ans après frappée de plein fouet par la crise de 1929. La Seconde Guerre mondiale rétablit la prospérité et le plein emploi. Le Michigan attira des émigrants noirs en provenance des États du Sud. En 1943, des tensions raciales à Détroit provoquèrent une émeute qui coûta la vie à 34 personnes. La haine raciale refit surface au cours de la lutte pour les droits civiques dans les années 1960. En 1973, Détroit a élu son premier maire noir, Coleman Young. Durement touchée par la crise des années 1980, l'industrie automobile a perdu beaucoup d'emplois après avoir employé plus du tiers de la main-d'œuvre industrielle du Michigan. La croissance des activités de service a permis cependant de compenser une partie des pertes d'emplois.
Après une période de croissance économique pendant les années 1990, l'État a encore souffert des difficultés au début du XXIe siècle, avec un taux de chômage régulièrement au-dessus de la moyenne nationale des États-Unis.

## Géographie
D'une superficie de 250 941 km2, le Michigan est peuplé de 10 037 261 habitants (2023).
L'État est formé par deux péninsules isolées par le détroit de Mackinac. La péninsule supérieure est une pénéplaine où affleure le bouclier canadien. Elle culmine à 603 mètres d'altitude (mont Arvon) et possède des chutes d'eau pittoresques, dont les chutes Tahquamenon. Au nord, dans le lac Supérieur, se situe le Parc national de l'Isle Royale. La péninsule inférieure est formée de basses collines. Façonnée par les glaciers quaternaires, elle est aujourd'hui parsemée d'une multitude de petits cours d'eau et de lacs intérieurs. Le climat est continental humide. Les étés sont chauds et humides, et les hivers sont froids avec beaucoup de neige, particulièrement dans le Nord de l'État et sur la rive de lac Michigan. Les forêts (pins, érables, hêtres, chênes) couvrent près de la moitié du territoire du Michigan.
Il y a plus de 11 000 lacs dans l'État du Michigan; le plus grand lac intérieur est le lac Houghton qui couvre 81 km2. Il y a aussi beaucoup de rivières dans le Michigan ; la plus longue est la rivière Grand, avec 420 kilomètres.

## Subdivisions administratives

### Comtés
L'État du Michigan est divisé en 83 comtés. Le comté le plus peuplé est le comté de Wayne avec 1 757 043 résidents en 2022, et le comté le moins peuplé est le comté de Keweenaw avec 2 180 résidents en 2022.

### Agglomérations

#### Aires métropolitaines et micropolitaines
Le Bureau de la gestion et du budget a défini quinze aires métropolitaines et vingt aires micropolitaines dans ou en partie dans l'État du Michigan.
| Zone urbaine                | Population (2010) | Population (2013) | Variation (2010-2013) | Rang national (2013) |
| --------------------------- | ----------------- | ----------------- | --------------------- | -------------------- |
| Detroit-Warren-Dearborn, MI | 4 296 250         | 4 294 983         | -0,0 %                | 14                   |
| Grand Rapids-Wyoming, MI    | 988 938           | 1 016 603         | 2,8 %                 | 52                   |
| Lansing-East Lansing, MI    | 464 036           | 467 321           | 0,7 %                 | 109                  |
| Flint, MI                   | 425 790           | 415 376           | -2,5 %                | 126                  |
| Ann Arbor, MI               | 344 791           | 354 240           | 2,7 %                 | 147                  |
| Kalamazoo-Portage, MI       | 326 589           | 332 180           | 1,7 %                 | 151                  |
| Saginaw, MI                 | 200 169           | 196 542           | -1,8 %                | 219                  |
| Muskegon, MI                | 172 188           | 171 008           | -0,7 %                | 236                  |
| Jackson, MI                 | 160 248           | 160 369           | 0,1 %                 | 254                  |
| Niles-Benton Harbor, MI     | 156 813           | 155 252           | -1,0 %                | 260                  |
| Monroe, MI                  | 152 021           | 150 376           | -1,1 %                | 273                  |
| Battle Creek, MI            | 136 146           | 135 012           | -0,8 %                | 298                  |
| Bay City, MI                | 107 771           | 106 832           | -0,9 %                | 343                  |
| Midland, MI                 | 83 629            | 83 919            | 0,4 %                 | 370                  |
| South Bend-Mishawaka, IN-MI | 52 293 (319 224)  | 51 910 (318 619)  | -0,7 % (-0,2 %)       | (153)                |

| Zone urbaine         | Population (2010) | Population (2013) | Variation (2010-2013) | Rang national (2013) |
| -------------------- | ----------------- | ----------------- | --------------------- | -------------------- |
| Traverse City, MI    | 143 372           | 146 358           | 2,1 %                 | 7                    |
| Holland, MI          | 111 408           | 112 531           | 1,0 %                 | 16                   |
| Adrian, MI           | 99 892            | 99 188            | -0,7 %                | 30                   |
| Mount Pleasant, MI   | 70 311            | 70 436            | 0,2 %                 | 98                   |
| Owosso, MI           | 70 648            | 68 900            | -2,5 %                | 105                  |
| Marquette, MI        | 67 077            | 67 700            | 0,9 %                 | 110                  |
| Ionia, MI            | 63 905            | 64 073            | 0,3 %                 | 126                  |
| Sturgis, MI          | 61 295            | 60 964            | -0,5 %                | 142                  |
| Cadillac, MI         | 47 584            | 47 696            | 0,2 %                 | 227                  |
| Hillsdale, MI        | 46 688            | 46 101            | -1,3 %                | 246                  |
| Coldwater, MI        | 45 248            | 43 649            | -3,5 %                | 271                  |
| Big Rapids, MI       | 42 798            | 43 108            | 0,7 %                 | 276                  |
| Alma, MI             | 42 476            | 41 968            | -1,2 %                | 289                  |
| Sault Ste. Marie, MI | 38 520            | 38 696            | 0,5 %                 | 325                  |
| Houghton, MI         | 38 784            | 38 416            | -1,0 %                | 332                  |
| Escanaba, MI         | 37 069            | 36 905            | -0,4 %                | 356                  |
| Alpena, MI           | 29 598            | 29 091            | -1,7 %                | 432                  |
| Ludington, MI        | 28 705            | 28 605            | -0,4 %                | 437                  |
| Iron Mountain, MI-WI | 26 168 (30 591)   | 26 098 (30 618)   | -0,3 % (0,1 %)        | (421)                |
| Marinette, WI-MI     | 24 029 (65 778)   | 23 791 (65 401)   | -1,0 % (-0,6 %)       | (120)                |

En 2010, 93,1 % des Michiganais résidaient dans une zone à caractère urbain, dont 81,6 % dans une aire métropolitaine et 11,5 % dans une aire micropolitaine. L'aire métropolitaine de Detroit-Warren-Dearborn regroupait à elle seule 43,5 % de la population de l'État.

#### Aires métropolitaines combinées
Le Bureau de la gestion et du budget a également défini sept aires métropolitaines combinées dans ou en partie dans l'État du Michigan.
| Zone urbaine                        | Population (2010) | Population (2013) | Variation (2010-2013) | Rang national (2013) |
| ----------------------------------- | ----------------- | ----------------- | --------------------- | -------------------- |
| Detroit-Warren-Ann Arbor, MI        | 5 318 744         | 5 314 163         | -0,1 %                | 12                   |
| Grand Rapids-Wyoming-Muskegon, MI   | 1 379 237         | 1 407 323         | 2,0 %                 | 38                   |
| Lansing-East Lansing-Owosso, MI     | 534 684           | 536 221           | 0,3 %                 | 83                   |
| Kalamazoo-Battle Creek-Portage, MI  | 524 030           | 528 156           | 0,8 %                 | 85                   |
| Saginaw-Midland-Bay City, MI        | 391 569           | 387 293           | -1,1 %                | 101                  |
| South Bend-Elkhart-Mishawaka, IN-MI | 209 106 (720 647) | 207 162 (721 543) | -0,9 % (0,1 %)        | (66)                 |
| Mount Pleasant-Alma, MI             | 112 787           | 112 404           | -0,3 %                | 158                  |

### Municipalités
L'État du Michigan compte 1 773 municipalités, dont 32 de plus de 50 000 habitants.
| Rang | Municipalité     | Type             | Comté         | Population (2010) | Population (2013) | Variation (2010-2013) |
| ---- | ---------------- | ---------------- | ------------- | ----------------- | ----------------- | --------------------- |
| 1    | Détroit          | City             | Wayne         | 713 777           | 688 701           | -3,5 %                |
| 2    | Grand Rapids     | City             | Kent          | 188 040           | 192 294           | 2,3 %                 |
| 3    | Warren           | City             | Macomb        | 134 056           | 134 873           | 0,6 %                 |
| 4    | Sterling Heights | City             | Macomb        | 129 699           | 131 224           | 1,2 %                 |
| 5    | Ann Arbor        | City             | Washtenaw     | 113 934           | 117 025           | 2,7 %                 |
| 6    | Lansing          | City             | Eaton, Ingham | 114 297           | 113 972           | -0,3 %                |
| 7    | Flint            | City             | Genesee       | 102 434           | 99 763            | -2,6 %                |
| 8    | Clinton          | Charter township | Macomb        | 96 796            | 98 477            | 1,7 %                 |
| 9    | Dearborn         | City             | Wayne         | 98 153            | 95 884            | -2,3 %                |
| 10   | Livonia          | City             | Wayne         | 96 942            | 95 208            | -1,8 %                |
| 11   | Canton           | Charter township | Wayne         | 90 173            | 89 256            | -1,0 %                |
| 12   | Macomb           | Township         | Macomb        | 79 580            | 83 618            | 5,1 %                 |
| 13   | Troy             | City             | Oakland       | 80 980            | 82 821            | 2,3 %                 |
| 14   | Westland         | City             | Wayne         | 84 094            | 82 578            | -1,8 %                |
| 15   | Farmington Hills | City             | Oakland       | 79 740            | 81 295            | 2,0 %                 |
| 16   | Shelby           | Charter township | Macomb        | 73 804            | 76 004            | 3,0 %                 |
| 17   | Kalamazoo        | City             | Kalamazoo     | 74 262            | 75 548            | 1,7 %                 |
| 18   | Wyoming          | City             | Kent          | 72 125            | 74 100            | 2,7 %                 |
| 19   | Southfield       | City             | Oakland       | 71 739            | 73 006            | 1,8 %                 |
| 20   | Waterford        | Charter township | Oakland       | 71 707            | 72 986            | 1,8 %                 |
| 21   | Rochester Hills  | City             | Oakland       | 70 995            | 72 952            | 2,8 %                 |
| 22   | West Bloomfield  | Charter township | Oakland       | 64 690            | 65 918            | 1,9 %                 |
| 23   | Taylor           | City             | Wayne         | 63 131            | 61 817            | -2,1 %                |
| 24   | St. Clair Shores | City             | Macomb        | 59 715            | 60 070            | 0,6 %                 |
| 25   | Pontiac          | City             | Oakland       | 59 515            | 59 887            | 0,6 %                 |
| 26   | Royal Oak        | City             | Oakland       | 57 236            | 58 946            | 3,0 %                 |
| 27   | Novi             | City             | Oakland       | 55 224            | 57 960            | 5,0 %                 |
| 28   | Dearborn Heights | City             | Wayne         | 57 774            | 56 620            | -2,0 %                |
| 29   | Ypsilanti        | Charter township | Washtenaw     | 53 362            | 54 118            | 1,4 %                 |
| 30   | Battle Creek     | City             | Calhoun       | 52 347            | 51 848            | -1,0 %                |
| 31   | Saginaw          | City             | Saginaw       | 51 508            | 50 303            | -2,3 %                |
| 32   | Kentwood         | City             | Kent          | 48 707            | 50 233            | 3,1 %                 |

La municipalité de Detroit était la 18e municipalité la plus peuplée des États-Unis en 2013.

## Démographie

### Population

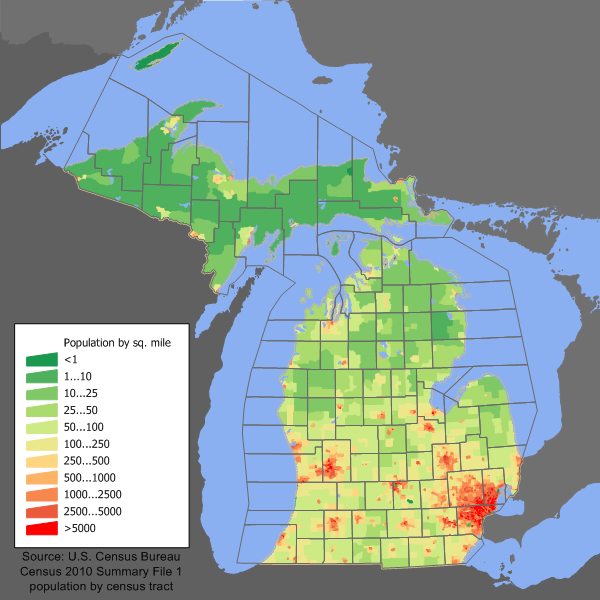
Densités de population en 2010 (en mille carré).

Le Bureau du recensement des États-Unis estime la population du Michigan à 9 986 857 habitants au 1er juillet 2019, soit une hausse de 1,04 % depuis le recensement des États-Unis de 2010 qui tablait la population à 9 883 640 habitants. Depuis 2010, l'État connaît la 4e croissance démographique la moins soutenue des États-Unis.
Avec 9 883 640 habitants en 2010, le Michigan était le 8e État le plus peuplé des États-Unis. Sa population comptait pour 3,20 % de la population du pays. Le centre démographique de l'État était localisé dans le comté de Shiawassee dans le township de Bennington.
Avec 67,49 hab./km2 en 2010, le Michigan était le 17e État le plus dense des États-Unis.
Le taux d'urbains était de 74,6 % et celui de ruraux de 25,4 %.
En 2010, le taux de natalité s'élevait à 11,6 ‰ (11,4 ‰ en 2012) et le taux de mortalité à 8,9 ‰ (9,1 ‰ en 2012). L'indice de fécondité était de 1,85 enfant par femme (1,82 en 2012). Le taux de mortalité infantile s'élevait à 7,1 ‰ (6,9 ‰ en 2012). La population était composée de 23,72 % de personnes de moins de 18 ans, 9,85 % de personnes entre 18 et 24 ans, 24,71 % de personnes entre 25 et 44 ans, 27,95 % de personnes entre 45 et 64 ans et 13,78 % de personnes de 65 ans et plus. L'âge médian était de 38,9 ans.
Entre 2010 et 2013, l'accroissement de la population (+ 11 921) était le résultat d'une part d'un solde naturel positif (+ 80 156) avec un excédent des naissances (368 960) sur les décès (288 804), et d'autre part d'un solde migratoire négatif (- 68 491) avec un excédent des flux migratoires internationaux (+ 55 145) et un déficit des flux migratoires intérieurs (- 123 636).
Selon des estimations de 2013, 93,0 % des Michiganais étaient nés dans un État fédéré, dont 76,9 % dans l'État du Michigan et 16,1 % dans un autre État (6,7 % dans le Midwest, 5,4 % dans le Sud, 2,2 % dans le Nord-Est, 1,8 % dans l'Ouest), 0,7 % étaient nés dans un territoire non incorporé ou à l'étranger avec au moins un parent américain et 6,2 % étaient nés à l'étranger de parents étrangers (49,1 % en Asie, 20,9 % en Europe, 18,4 % en Amérique latine, 7,1 % en Amérique du Nord, 4,1 % en Afrique, 0,4 % en Océanie). Parmi ces derniers, 51,1 % étaient naturalisés américain et 48,9 % étaient étrangers,.
Selon des estimations de 2012 effectuées par le Pew Hispanic Center, l'État comptait 120 000 immigrés illégaux, soit 1,2 % de la population.
Le Michigan est le seul État des États-Unis ayant perdu des habitants entre 2000 et 2010 avec un taux de croissance négatif de la population de -0,60 %.

### Composition ethno-raciale et origines ancestrales
Selon le recensement des États-Unis de 2010, la population était composée de 78,95 % de Blancs, 14,17 % de Noirs, 2,41 % d'Asiatiques (0,78 % d'Indiens), 2,33 % de Métis, 0,63 % d'Amérindiens, 0,03 % d'Océaniens et 1,49 % de personnes n'entrant dans aucune de ces catégories.
Les Métis se décomposaient entre ceux revendiquant deux races (2,16 %), principalement blanche et noire (0,73 %) et blanche et amérindienne (0,53 %), et ceux revendiquant trois races ou plus (0,17 %).
Les habitants considérés comme non-Hispaniques représentaient 95,59 % de la population avec 76,59 % de Blancs, 14,00 % de Noirs, 2,39 % d'Asiatiques, 1,93 % de Métis, 0,55 % d'Amérindiens, 0,02 % d'Océaniens et 0,10 % de personnes n'entrant dans aucune de ces catégories, tandis que les Hispaniques comptaient pour 4,41 % de la population, principalement des personnes originaires du Mexique (3,22 %).
En 2010, l'État du Michigan avait la 4e plus faible proportion d'Océaniens après la Virginie-Occidentale (0,02 %), le Vermont (0,03 %) et le Maine (0,03 %).
L'État comptait également les 8e plus grands nombres de Blancs (7 803 120) et de Blancs non hispaniques (7 569 939) des États-Unis.
|                                         | 1940  | 1950  | 1960  | 1970  | 1980  | 1990  | 2000  | 2010  |
| --------------------------------------- | ----- | ----- | ----- | ----- | ----- | ----- | ----- | ----- |
| Blancs                                  | 95,88 | 92,88 | 90,58 | 88,26 | 84,99 | 83,44 | 80,15 | 78,95 |
| ———Non hispaniques                      |       |       |       |       | 84,06 | 82,30 | 78,55 | 76,59 |
| Noirs                                   | 3,96  | 6,94  | 9,17  | 11,17 | 12,95 | 13,90 | 14,21 | 14,17 |
| ———Non hispaniques                      |       |       |       |       |       | 13,80 | 14,11 | 14,00 |
| Asiatiques (et Océaniens jusqu'en 1990) | 0,03  | 0,06  | 0,10  | 0,20  | 0,61  | 1,13  | 1,78  | 2,41  |
| ———Non hispaniques                      |       |       |       |       |       |       | 1,76  | 2,39  |
| Autres                                  | 0,12  | 0,12  | 0,15  | 0,37  | 1,45  | 1,53  | 3,86  | 4,47  |
| ———Non hispaniques                      |       |       |       |       |       |       | 2,32  | 2,61  |
| Hispaniques (toutes ethnies confondues) |       |       |       |       | 1,75  | 2,17  | 3,26  | 4,41  |

En 2013, le Bureau du recensement des États-Unis estime la part des non hispaniques à 95,3 %, dont 75,9 % de Blancs, 13,8 % de Noirs, 2,7 % d'Asiatiques et 2,3 % de Métis, et celle des Hispaniques à 4,7 %.
En 2000, les Michiganais s'identifiaient principalement comme étant d'origine allemande (20,4 %), irlandaise (10,7 %), anglaise (10,0 %), polonaise (8,6 %), américaine (5,2 %), française (4,9 %), néerlandaise (4,8 %) et italienne (4,5 %).
L'État avait la plus forte proportion de personnes d'origine néerlandaise, la 2e plus forte proportion de personnes d'origine polonaise, la 6e plus forte proportion de personnes d'origine arménienne ainsi que les 8e plus fortes proportions de personnes d'origine française et canadienne-française.
L'État abrite la 16e communauté juive des États-Unis. Selon le North American Jewish Data Bank, l'État comptait 82 270 Juifs en 2013 (93 530 en 1971), soit 0,8 % de la population. Ils se concentraient principalement dans les agglomérations de Detroit-Warren-Dearborn (67 000) et Ann Arbor (7 000). Ils constituaient une part significative de la population dans le comté d'Oakland (5,1 %).
L'État abrite la 6e communauté amish des États-Unis. Selon une étude effectuée par Joseph F. Donnermeyer, Cory Anderson et Elizabeth C. Cooksey de l'université d'État de l'Ohio, l'État comptait 10 410 Amish en 2010, soit 0,1 % de la population de l'État et 4,2 % de la population amish américaine. Ils se concentraient essentiellement dans l'implantation de Centreville (1 528) et constituaient une part significative de la population dans le comté d'Oscoda (4,9 %).
Selon le Young Center for Anabaptist and Pietist Studies, l'État comptait 13 330 Amish en 2014 (5 150 en 1992), soit 0,1 % de la population de l'État et 4,7 % de la population amish américaine.
Les Hispaniques étaient principalement originaires du Mexique (72,9 %) et de Porto Rico (8,5 %). Composée à 53,4 % de Blancs, 9,1 % de Métis, 3,8 % de Noirs, 1,7 % d'Amérindiens, 0,4 % d'Asiatiques, 0,1 % d'Océaniens et 31,4 % de personnes n'entrant dans aucune de ces catégories, la population hispanique représentait 17,3 % des Métis, 16,7 % des Océaniens, 11,8 % des Amérindiens, 3,0 % des Blancs, 1,2 % des Noirs, 0,7 % des Asiatiques et 93,3 % des personnes n'entrant dans aucune de ces catégories.
Les Asiatiques s'identifiaient principalement comme étant Indiens (32,4 %), Chinois (18,7 %), Coréens (10,2 %), Philippins (9,3 %), Viêts (7,0 %), Japonais (4,6 %), Pakistanais (4,2 %) et Bangladeshis (3,3 %).
L'État comptait le 4e plus grand nombre de Bangladais (7 965), le 5e plus grand nombre de Hmongs (5 580) et le 9e plus grand nombre de Pakistanais (9 931).
Les Métis se décomposaient entre ceux revendiquant deux races (92,6 %), principalement blanche et noire (31,4 %), blanche et amérindienne (22,7 %), blanche et asiatique (16,6 %), blanche et autre (9,6 %) et noire et amérindienne (4,3 %), et ceux revendiquant trois races ou plus (7,4 %).

### Religions
| Religion                    | Michigan | États-Unis |
| --------------------------- | -------- | ---------- |
| Protestantisme évangélique  | 25       | 25,4       |
| Protestantisme traditionnel | 18       | 14,7       |
| Catholicisme                | 18       | 20,8       |
| Non affiliés                | 17       | 15,8       |
| Églises noires              | 8        | 6,5        |
| Agnosticisme                | 5        | 4,0        |
| Athéisme                    | 3        | 3,1        |
| Judaïsme                    | 1        | 1,9        |
| Islam                       | 1        | 0,9        |
| Bouddhisme                  | 1        | 0,7        |
| Témoins de Jéhovah          | 1        | 0,8        |
| Autres                      | 2        | 5,4        |

Selon l'institut de sondage The Gallup Organization, en 2015, 38 % des habitants du Michigan se considèrent comme « très religieux » (40 % au niveau national), 29 % comme « modérément religieux » (29 % au niveau national) et 33 % comme « non religieux » (31 % au niveau national).

### Langues
Selon l'American Community Survey, en 2010 91,11 % de la population âgée de plus de 5 ans déclare parler l'anglais à la maison, 2,93 % déclare parler l'espagnol, 1,04 % l'arabe, et 4,92 % une autre langue.

## Politique
Le Michigan est un État industriel de la région des Grands Lacs de tradition progressiste. Il est le premier état à abolir la peine de mort en 1846 et il est longtemps resté le seul.
Le premier congrès du Parti républicain eut lieu à Jackson (Michigan) le 6 juillet 1854. Le Michigan devient par la suite un bastion des républicains jusqu'à la Grande Dépression de la fin des années 1920.
De nos jours, le Parti républicain domine généralement les zones rurales de l'Ouest et du Nord de l'État, en particulier la région de Grand Rapids, considérée comme la plus conservatrice du Michigan. Historiquement démocrate, la Péninsule supérieure du Michigan est acquise aux républicains depuis la fin des années 2000. Le Sud-Est de l'État tend davantage vers les démocrates, notamment grâce à Détroit et aux villes universitaires d'East Lansing et Ann Arbor. La banlieue de Detroit est cependant plus indécise, les comtés d'Oakland et Macomb étant considérés comme des swing counties.
Dans les années 1990, la Michigan Militia, la plus grande milice américaine, compte autour de 10 000 membres.

### État pivot lors des présidentielles
| Année | Républicains | Républicains | Démocrates | Démocrates |
| Année |              | Voix         | %          | Voix       |
| ----- | ------------ | ------------ | ---------- | ---------- |
| 1960  | 48,84        | 1 620 428    | 50,85      | 1 687 269  |
| 1964  | 33,10        | 1 060 152    | 66,70      | 2 136 615  |
| 1968  | 41,46        | 1 370 665    | 48,18      | 1 593 082  |
| 1972  | 56,20        | 1 961 721    | 41,81      | 1 459 435  |
| 1976  | 51,83        | 1 893 742    | 46,44      | 1 696 714  |
| 1980  | 48,99        | 1 915 225    | 42,50      | 1 661 532  |
| 1984  | 59,23        | 2 251 571    | 40,24      | 1 529 638  |
| 1988  | 53,57        | 1 965 486    | 45,67      | 1 675 783  |
| 1992  | 36,38        | 1 554 940    | 43,77      | 1 871 182  |
| 1996  | 38,48        | 1 481 212    | 51,69      | 1 989 653  |
| 2000  | 46,14        | 1 953 139    | 51,28      | 2 170 418  |
| 2004  | 47,81        | 2 313 746    | 51,23      | 2 479 183  |
| 2008  | 40,89        | 2 048 639    | 57,33      | 2 872 579  |
| 2012  | 45,20        | 2 112 673    | 54,80      | 2 561 911  |
| 2016  | 47,25        | 2 279 543    | 47,03      | 2 268 839  |
| 2020  | 47,77        | 2 649 852    | 50,55      | 2 804 040  |
| 2024  | 49,73        | 2 816 636    | 48,31      | 2 736 533  |

Le Michigan est un État qui apporte ses voix plutôt aux Républicains lors des élections présidentielles de la seconde moitié du XIXe siècle. En 1912, il est l'un des six États à voter pour Theodore Roosevelt, alors candidat des Républicains progressistes contre Woodrow Wilson, le candidat démocrate et contre William Howard Taft, le candidat officiel du parti républicain.
Si le Michigan continue d'élire plutôt les candidats républicains à l'élection présidentielle durant le XXe siècle, il apporte néanmoins son soutien au démocrate Franklin Delano Roosevelt en 1932 et 1936 avant d'être l'un des quelques États à lui préférer le républicain Wendell Willkie en 1940 et à soutenir le républicain Thomas Dewey en 1948 contre le président Harry S. Truman. Après avoir fortement soutenu le républicain Dwight D. Eisenhower dans les années 1950, il penche de nouveau vers les démocrates lors des élections de 1960, 1964 et 1968. En 1976, il soutient le président Gerald Ford, l'enfant du pays, contre Jimmy Carter. Le Gerald R. Ford Presidential Museum est notamment situé à Grand Rapids tandis que la Bibliothèque présidentielle Gerald R. Ford se trouve sur le campus de l'université du Michigan.
Jusqu'à Donald J. Trump en 2016, aucun candidat républicain n'avait plus remporté le Michigan depuis George H. W. Bush en 1988.
Lors de l’élection présidentielle de 2004, le candidat démocrate John Kerry l'emporte avec 51,23 % des voix contre 47,81 % au président républicain sortant George W. Bush, réélu au niveau national. En 2008, le démocrate Barack Obama y obtient 57 % des voix contre 40 % au républicain John McCain et en 2012 il y obtient 54,80 % des voix contre 45,20 % au républicain Mitt Romney.
En 2016, à l'instar de l'élection présidentielle de 1992 où le démocrate Bill Clinton s'impose dans l'État (et à l'échelle nationale) avec 43,77 % des voix, le candidat ayant remporté le Michigan, à savoir le républicain Donald Trump, est élu avec moins de 50 % des suffrages (47,25 %). Cela s'explique par deux facteurs : le premier est le nombre très serré de votes séparant les deux principaux candidats (un peu plus de 10 000 voix d'écart seulement), le deuxième est la présence non négligeable de candidats de petits partis qui réunissent ensemble plus de 5 % des suffrages finaux.

### Représentation fédérale
Au niveau fédéral, les deux sénateurs de l’État sont les démocrates Gary Peters et Debbie Stabenow alors que neuf républicains et cinq démocrates représentent l’État à la Chambre des représentants durant le 115e congrès (2017-2019).

### Administration locale
De 2003 à 2011, le gouverneur de l'État du Michigan fut la démocrate Jennifer Granholm. Si le poste de lieutenant-gouverneur est détenu par un démocrate durant cette période, ceux de secrétaire d’État et d'attorney général sont détenus par des républicains. Le 1er janvier 2011, le républicain Rick Snyder succède à Granholm. Depuis le 1er janvier 2019, la démocrate Gretchen Whitmer est gouverneure de l'État.
Les deux chambres de la législature d'État du Michigan sont dominés par les républicains lors de la session 2019-2021. Les républicains détiennent ainsi 58 des 110 sièges de la Chambre des représentants et 22 des 38 sièges du Sénat. Depuis 2021, la législature d'État est totalement dominée par les démocrates (sénat et chambre des représentants).

## Économie
Longtemps dominée par le commerce de la fourrure, l'agriculture, l'industrie du bois et l'exploitation minière, l'économie de l'État est aujourd'hui diversifiée à la suite d'une industrialisation importante au XXe siècle. Les richesses minérales sont très abondantes. Les plus importantes sont les minerais de fer et de cuivre, l'argent, la potasse, le charbon, le sel gemme, le pétrole et le gaz naturel. L'agriculture et la sylviculture sont restées des secteurs importants. Les principales ressources agricoles sont l'élevage laitier et bovin, les céréales, le soja, la betterave à sucre, la pomme de terre, les légumes et les arbres fruitiers. Les vergers sont concentrés en bordure du lac Michigan. L'État est l'un des premiers producteurs nationaux de cerises, de pommes, de prunes et de poires. Le Michigan est l'un des principaux États industriels des États-Unis. L'industrie automobile est dominante. L'État du Michigan est le premier centre de production de véhicules de tourisme des États-Unis. Trois des principaux constructeurs automobiles américains, General Motors, Ford et Chrysler, ont leur siège mondial dans la région de Détroit. Les autres activités industrielles sont le raffinage pétrolier, la construction mécanique, la sidérurgie, la chimie, l'électronique, l'industrie du caoutchouc et des matières plastiques, l'agroalimentaire, le textile (confection), l'industrie du bois (papeterie, meubles).
L'industrie du tourisme est également très importante. Les principaux sites touristiques sont l'Isle Royale National Park, sur le lac Supérieur ; le Pictured Rocks National Lakeshore, aux falaises de grès multicolores ; le Sleeping Bear Dunes National Lakeshore, grandes dunes situées en bordure du lac Michigan. Des sites historiques commémorent l'installation des premiers colons. Les Grands Lacs ont un poids considérable dans l'économie du Michigan, notamment pour le transport des matières premières. Détroit est le principal port de l'État.
Le secteur automobile est bien représenté avec les firmes américaines et étrangères (par exemple PSA et Renault). Cet article devrait être mis à jour. Renault a quitté les États-Unis après avoir acheté AMC en 1979 et l’avoir revendu à Chrysler en 1988.
L’État du Michigan accueille 22 sièges sociaux des 500 plus grandes entreprises américaines.

L'État est le plus dévasté économiquement du pays avec une récession continue depuis 2001, il y encore eu un recul de 1,2 % du PIB en 2007. En 2007, avant la crise financière, il avait le taux de chômage le plus élevé de la nation, à 11,6 % de la population active. En décembre 2010, alors que la crise économique a touché la nation entière, le Michigan – qui reste pauvre – n'a plus le plus fort taux de chômage du pays (11,7 %). La Californie, la Floride, le Rhode Island, et surtout le Nevada ont des taux de chômage plus élevés.

## Culture

### Art
- Detroit Institute of Arts

### Sport
- Pistons de Détroit (NBA)
- Tigers de Détroit (MLB)
- Lions de Détroit (NFL)
- Red Wings de Détroit (LNH)
- Wolverines du Michigan (NCAA)
- Spartans de Michigan State (NCAA)
- Eagles d'Eastern Michigan (NCAA)
- Chippewas de Central Michigan (NCAA)
- Broncos de Western Michigan (NCAA)
- Wildcats de Northern Michigan (NCAA)

## Jumelages
- Préfecture de Shiga (Japon) depuis 1968
- Sichuan (Chine) depuis 1982